# کوه قزل‌ارسلان
قله قزل‌ارسلان نام یکی از قله‌های کوهستان الوند است که ۳۲۵۰ متر ارتفاع دارد. از فراز این قله چشم‌انداز وسیعی از مسیر جادهٔ قدیم همدان - شهرستانه دیده‌می‌شود. بهترین مسیر صعود به این قله روستای وهنان است که پس از سه ساعت کوه پیمایی به این قله می‌رسد. کوهنوردان از مسیر دره شهرستانه و روستای شهرستانه که در جنوب قرار دارد، می‌توانند به این قله صعود کنند که راه دشوارتری است. راه دیگر از طریق روستای برفین است، که از گذر قله دائم برف است. در زمستان‌ها در این منطقه احتمال ریزش بهمن وجود دارد. این قله یکی از زیباترین قله‌های رشته کوه الوند و حتی ایران است.